# Anorthosit

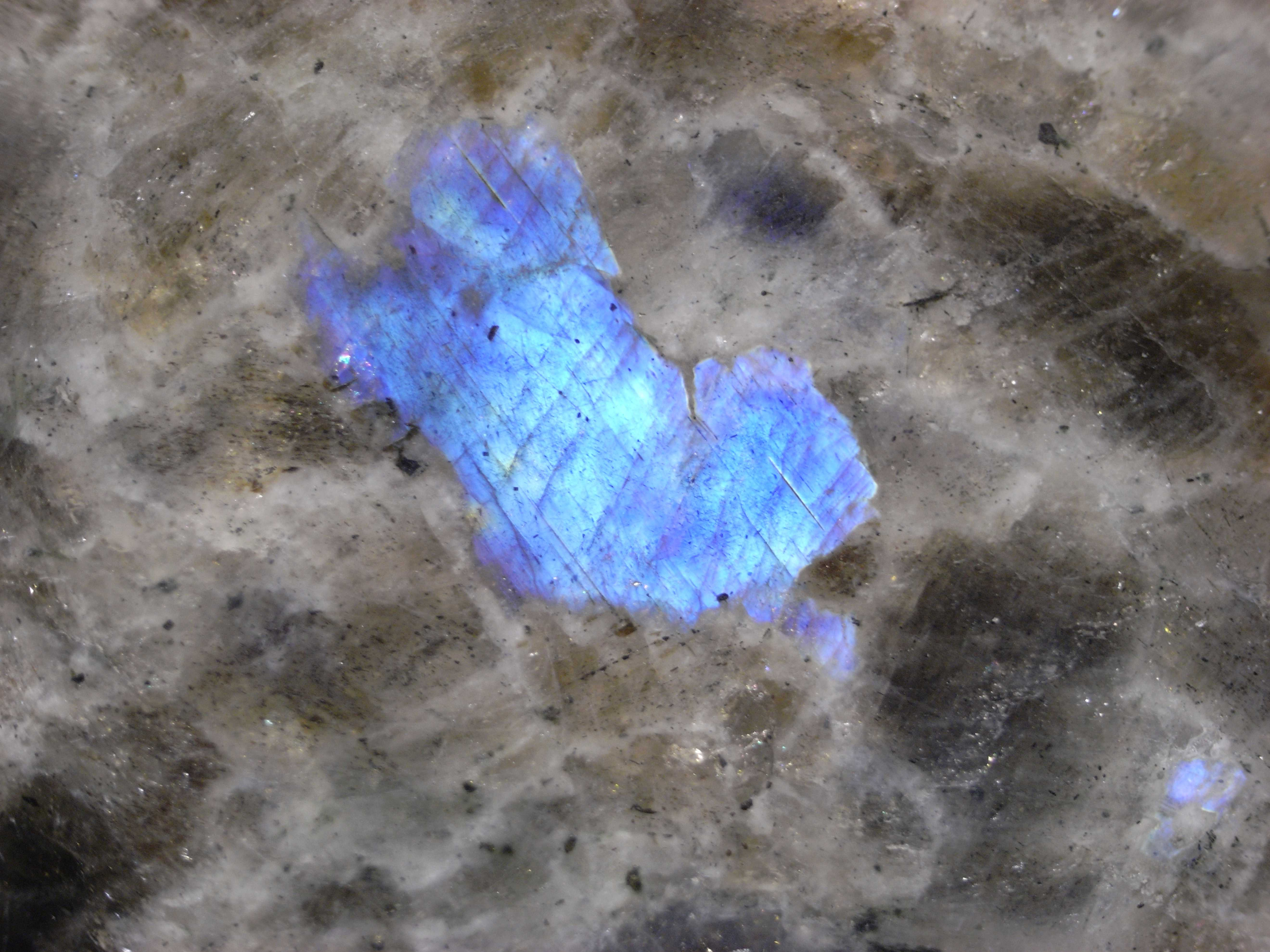
Lichtreflex in einem Labradorit-Kristall in einem kanadischen Anorthosit, Bildausschnitt ca. 2,5 × 2,0 cm

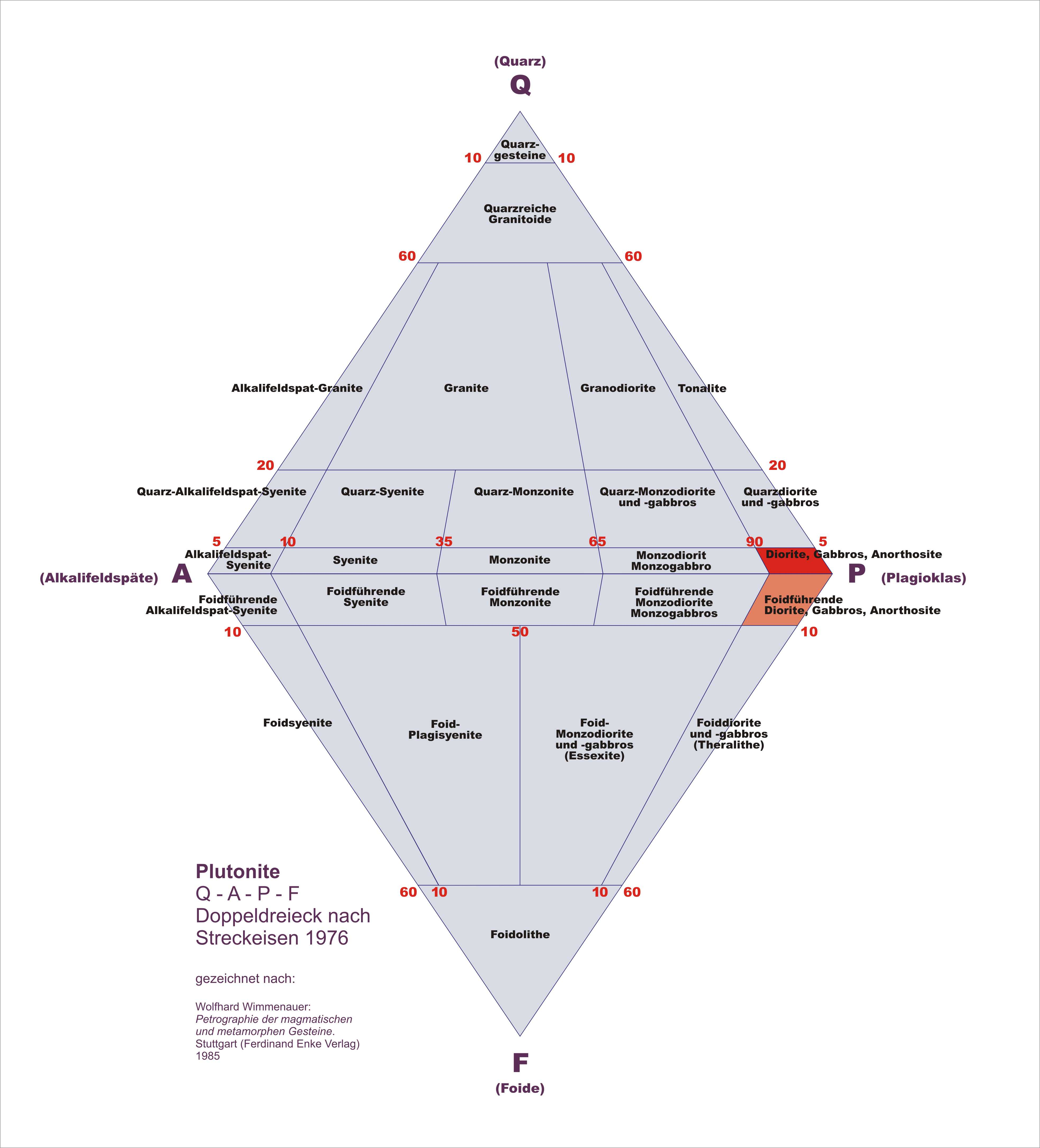
Anorthosite im Streckeisendiagramm

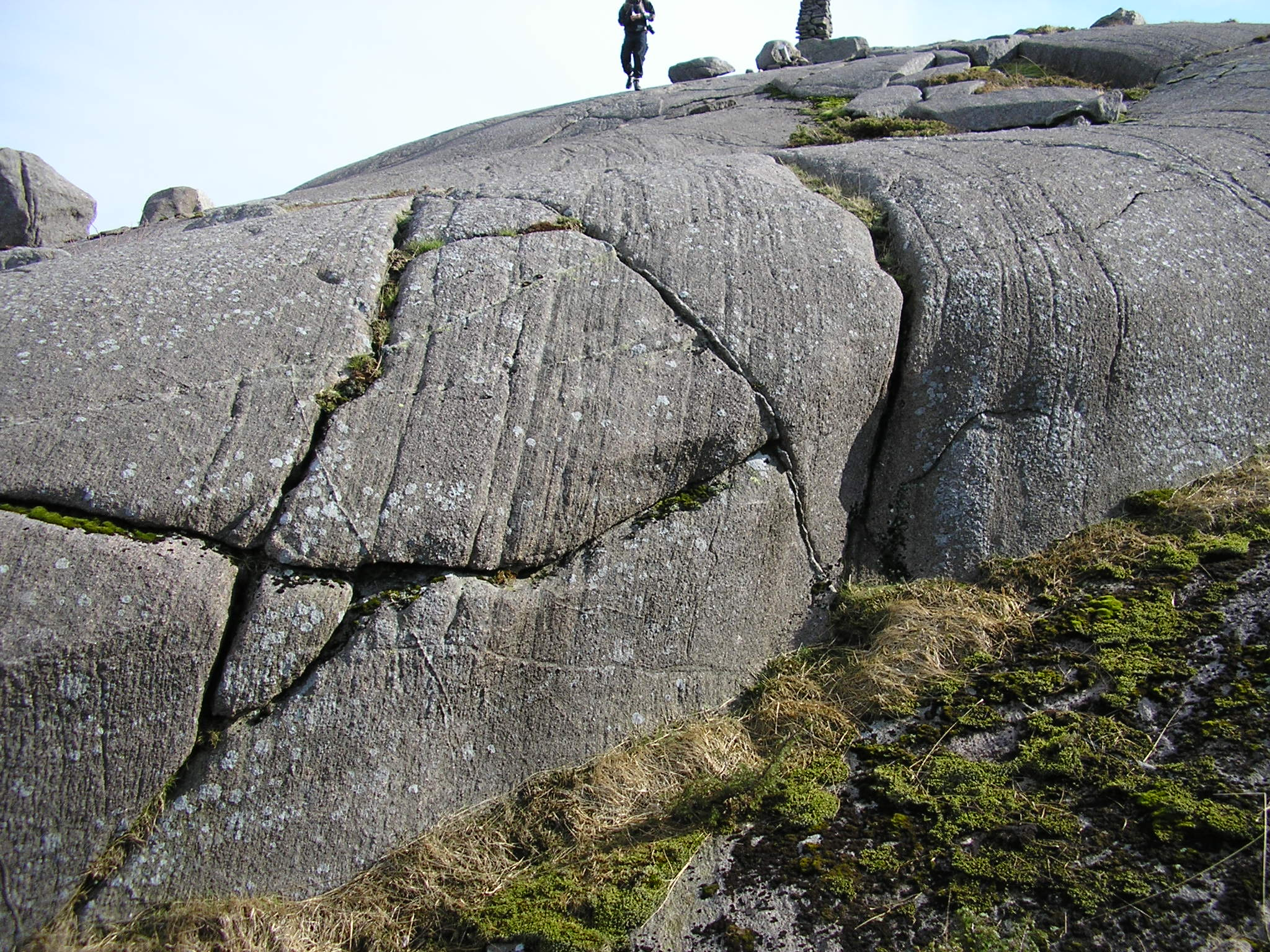
Anorthositfels in Norwegen (Jibbeheia in der Provinz Rogaland)

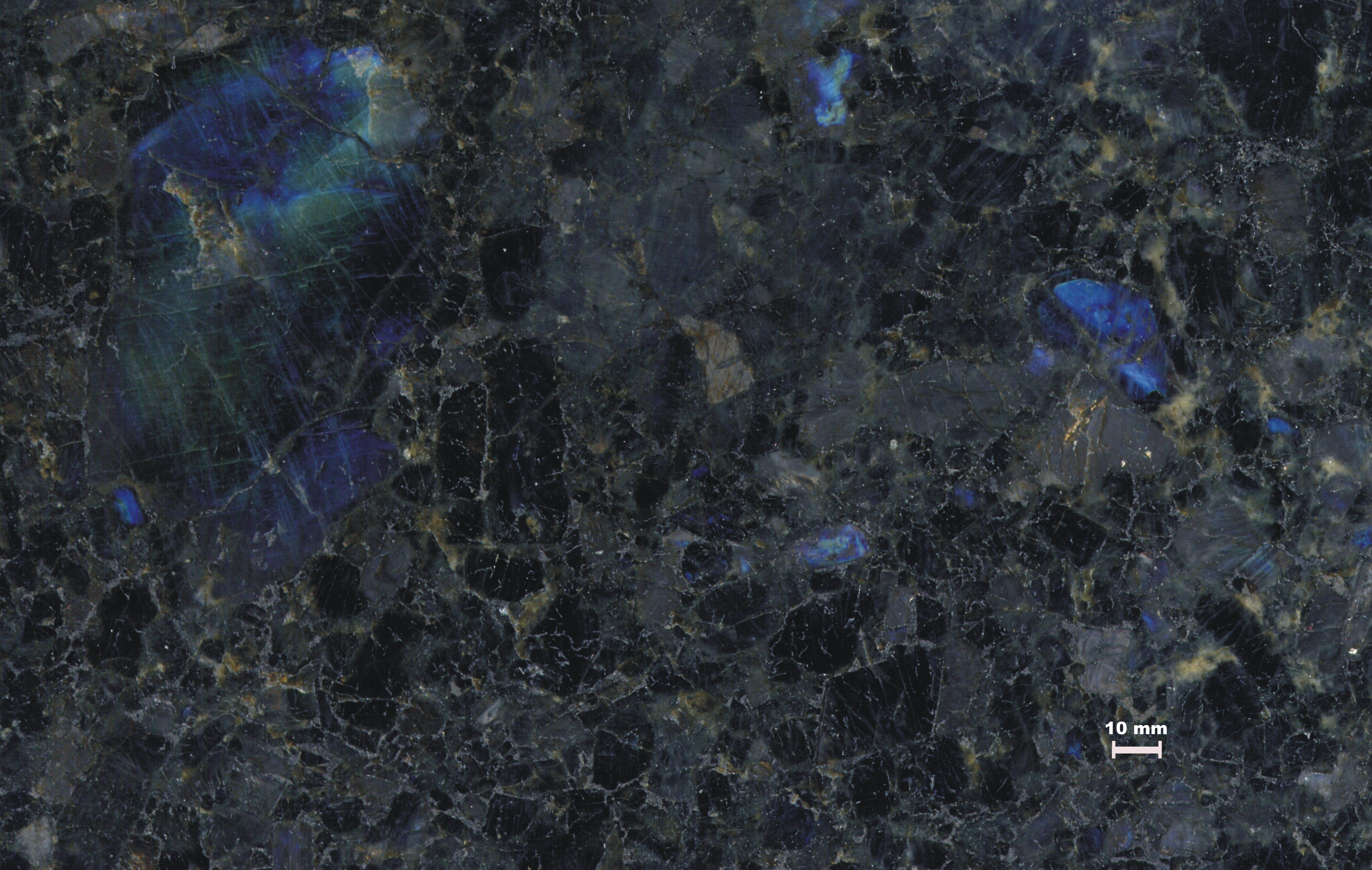
Anorthosit aus Südfinnland

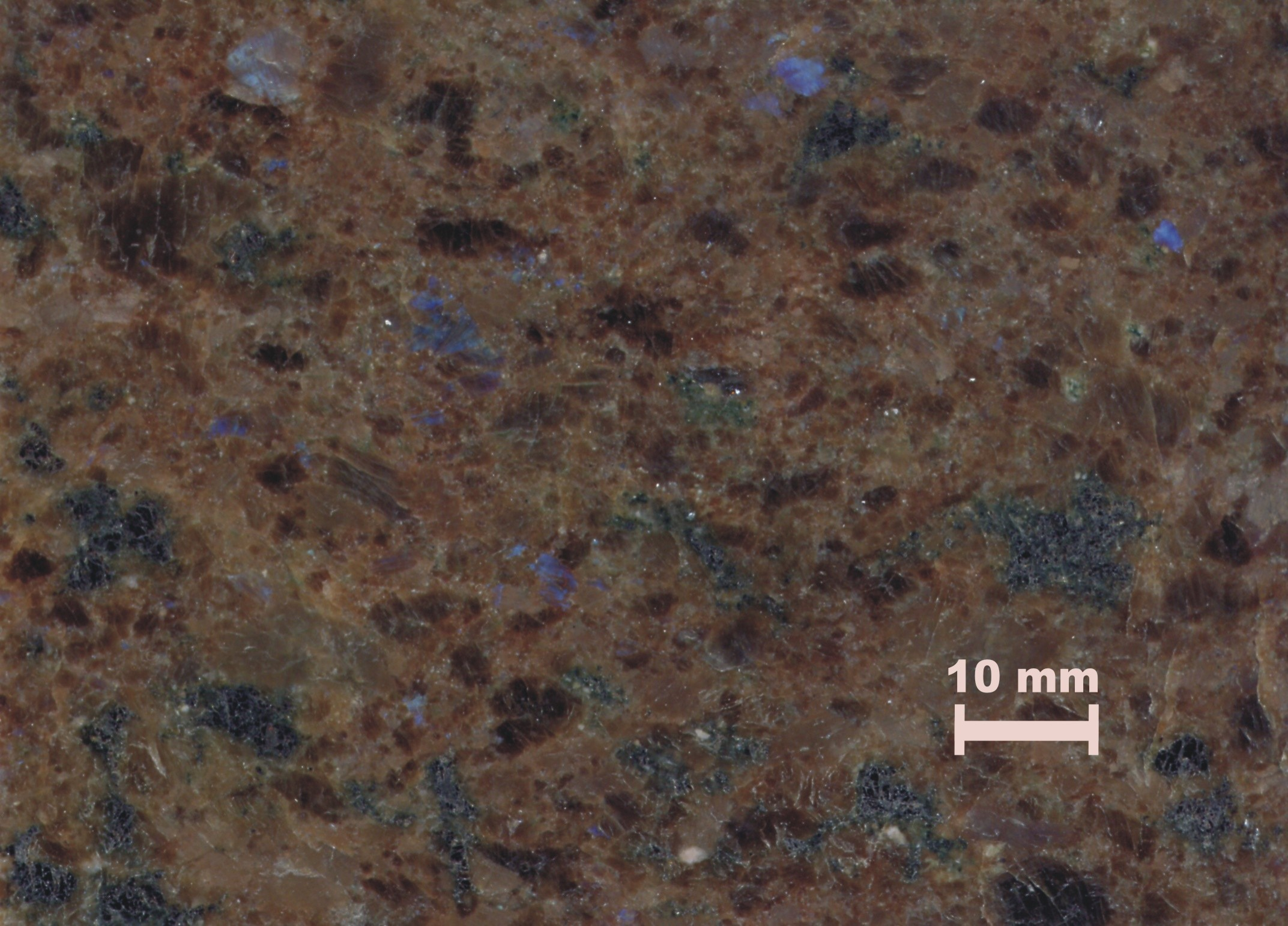
Anorthosit von Sirevåg (Kommune Hå) in Norwegen

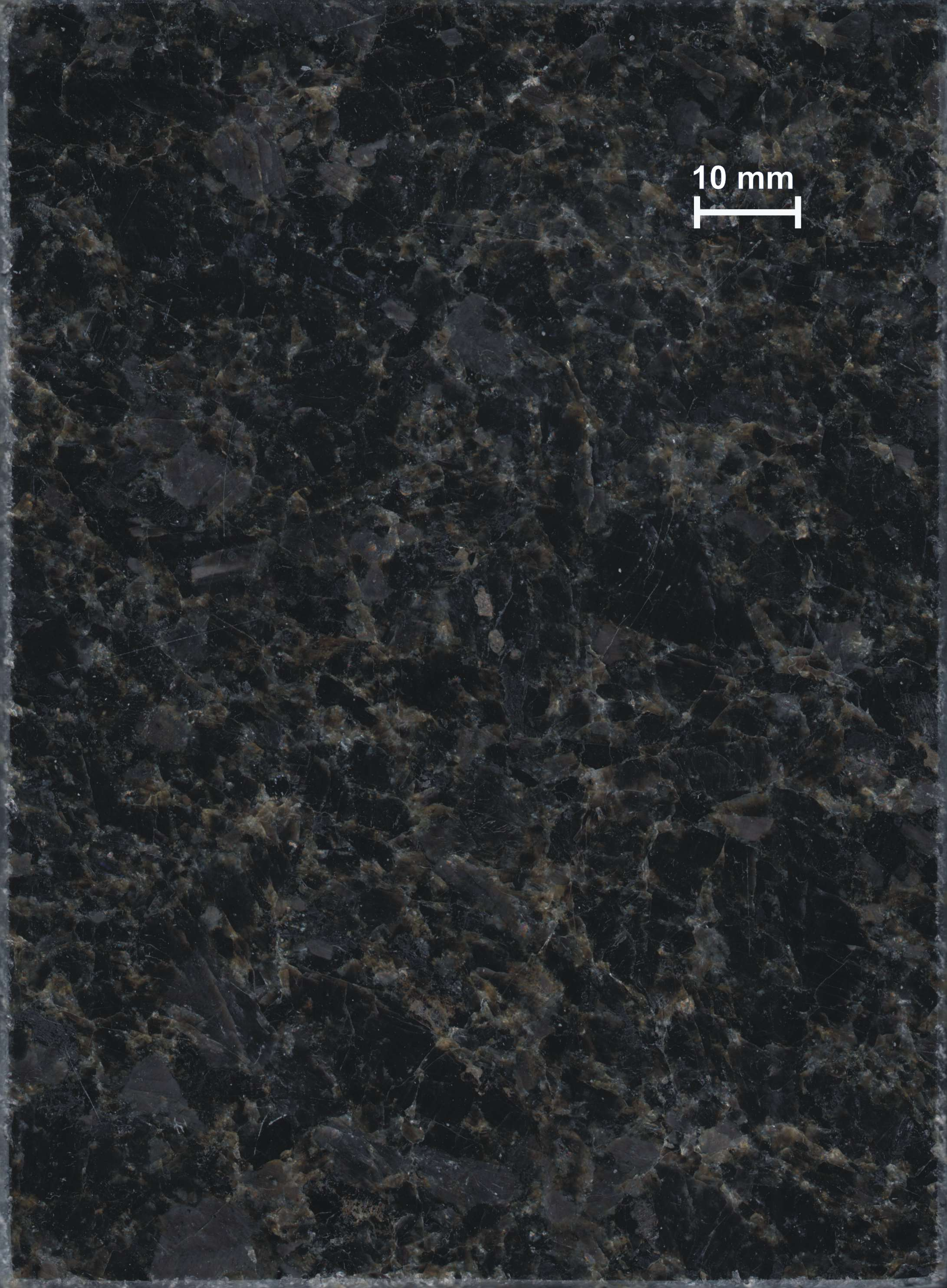
Schwarzer Anorthosit aus Angola

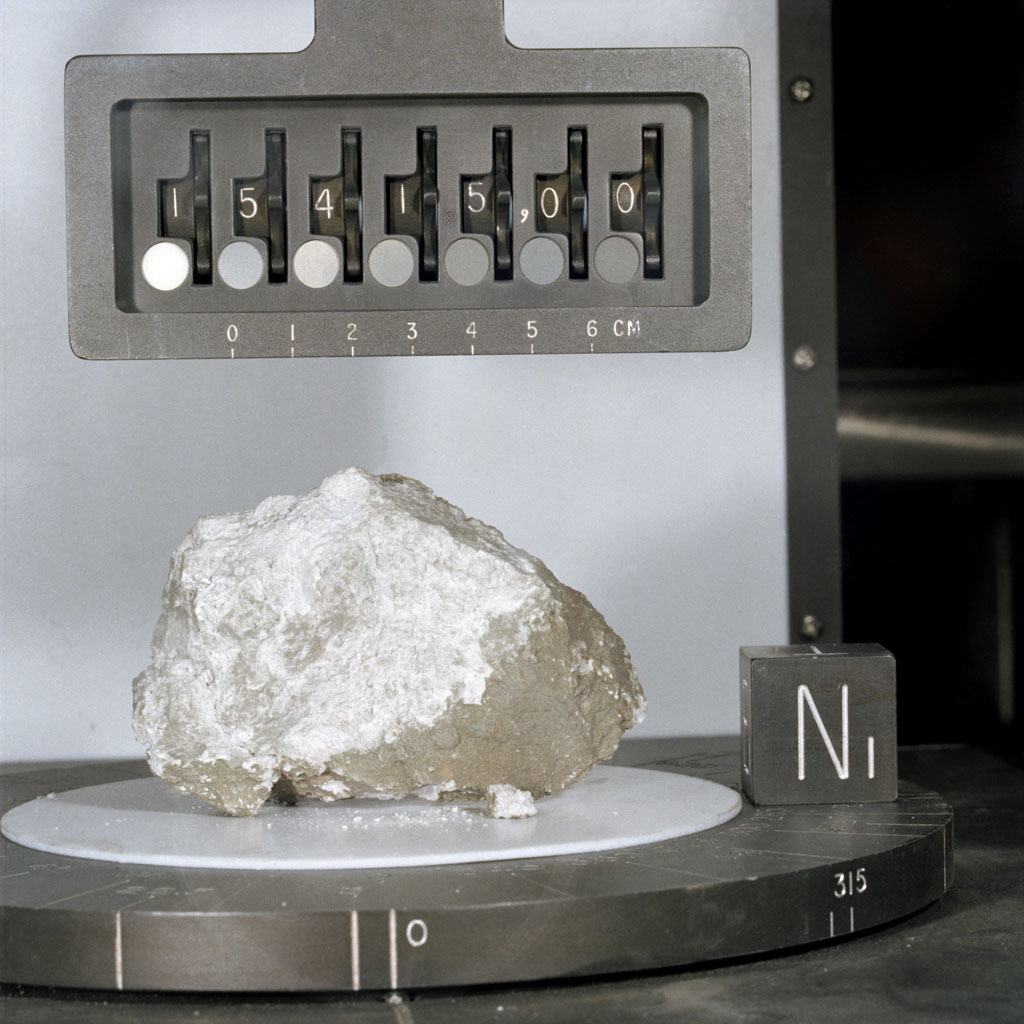
Der Genesis-Stein. Ein Stück Anorthosit vom Mond, mitgebracht von Apollo 15.

Anorthosite (auch Plagioklasite) sind leukokrate plutonische Gesteine, die sich durch einen sehr hohen Anteil von Plagioklasen auszeichnen. Sie fallen oft durch intensiv irisierende Lichtreflexe in ihren Kristallen auf.

## Mineralbestand und Zusammensetzung
Der bestimmende Plagioklasanteil von mehr als 90 Vol.-% wird durch Anorthit (CaAl2Si2O8 (90–100 % Anorthit)) und ähnliche Mitglieder seiner Gruppe, wie Andesin oder Labradorit gebildet. Es handelt sich um einen Ca-reichen Feldspat.
Die Feldspäte der Anorthosite sind meistens großkörnig und schillern je nach Lichteinfall lebhaft. Die Wirkung ihrer spektakulären Lichtreflexe wird auch als „labradorisieren“ bezeichnet. Der wissenschaftliche Begriff für diese Erscheinung lautet Pseudochromasie.
Als weitere mineralische Bestandteile treten Ortho- und Klinopyroxen, Olivin und weitere Mafite wie Titanomagnetit, Almandin sowie Eisen bzw. Kupfersulfide, ferner die Minerale Biotit, Korund und Rutil auf. Manche Vererzungen sind abbauwürdig.
Je nach Feldspatart unterscheidet man zwischen Andesin-Anorthosit oder Labradorit-Anorthosit. Das ist die gebräuchlichste Unterscheidungsweise bei dieser Gesteinsgruppe.
Nach den Anteilen einiger akzessorischer Mineralanteile bezeichnet man auch:
- Gabbro-Anorthosite; mit Mafitgehalten zwischen 10 und 22,5 Prozent
- noritische Anorthosite; Gehalt an Orthopyroxen höher als Klinopyroxen
- troktolithische Anorthosite, Olivingehalt höher als die Pyroxenanteile.

Ferner werden zwei weitere Typen beschrieben:
- Zwei-Plagioklas-Anorthosit; aus den Feldspäten Bytownit und Andesin
- quarzführende Anorthosite; je nach Quarzgehalt ein Übergang zu den Tonaliten.

## Namensgebung und frühe Beschreibungen
Der Gesteinsname leitet sich von der Feldspatart Anorthit ab. Ein veralteter Name lautet Anortholith und wurde durch Thomas Sterry Hunt 1864 zitiert.
Bei der geologischen Erkundung der Region um Château-Richer in der kanadischen Provinz Québec untersuchte Thomas Sterry Hunt einen kristallinen Komplex mit einer Flächenausdehnung von etwa 125 Quadratkilometern. Seine Ergebnisse publizierte er 1855 unter dem Titel Examinations of some feldspathic rocks (Phil. Mas., Ser. 4, 9, Seite 354–363) und beschrieb damit nach heutiger Terminologie ein Massiv aus Andesin-Anorthosit. Später erfolgte eine erneute Erkundung durch William Edmond Logan in diesem Gebiet.
Die wissenschaftliche Erstbeschreibung des Gesteins stammt jedoch aus dem Jahr 1863 von Thomas Sterry Hunt und erschien in dem Werk Géologie du Canada der
Commission géologique du Canada unter der Redaktionsleitung von William Edmond Logan. Dieses Vorkommen ist heute als Anorthosit-Komplex bzw. als Grenville-Orogen der kanadischen Grenville-Provinz bekannt.

## Vorkommen

### Terrestrische Vorkommen
Anorthosite kommen in einzelnen Plutonen vor, jedoch wesentlich häufiger als Band oder Lage in Gabbrovorkommen.
Bedeutende Lagerstätten des Gesteins finden sich in Kanada (bei Ottawa), der Ukraine (bei Golowino), in Finnland (bei Ylämaa und Nuijamaa), in Norwegen (bei Sokndal und Hå) und in Grönland (bei Kangerlussuaq).

### Extraterrestrische Vorkommen
Der überwiegende Teil der primären Mondkruste, insbesondere auf den Hochlagen, besteht aus Anorthosit. Infolge der unzähligen Impakte von Partikeln aus dem Weltraum über große Zeiträume sind jedoch die oberen Gesteinsstrukturen stark verändert worden (Impaktmetamorphose). Aufschmelzungen und mechanische Zertrümmerungen haben die ursprünglichen Gesteinsstrukturen beeinflusst und an der Mondoberfläche nur wenige unveränderte Anorthositlagen erhalten. Durch seine Kristallstruktur enthält der dortige Anorthosit relativ große Mengen an dem damit kompatiblen schweren Spurenelement Europium.
Der Lander der sowjetischen Raumsonde Vega 2 fand Anorthosit-Troktolith im Norden von Aphrodite Terra auf der Venus.

## Verwendung
Anorthosite sind ein wichtiger Ausgangsstoff für die Steinwolleherstellung. Aufgrund ihrer auffälligen optischen Effekte werden die Anorthosite für die Innengestaltungen und für Grabmäler verwendet.

## Natursteinsorten
- Angola Black (Angola, bei Lubango)
- Blue Eyes (Kanada, bei Nain)
- Spektrolit (Finnland, Ylämaa)
- Wolga Blue (Russischer Labrador), (Ukraine, Region Schytomyr)